# Alain Nef
Alain Nef (* 6. února 1982) je bývalý švýcarský fotbalový obránce a reprezentant, naposledy hrající za švýcarský klub FC Zürich. Zúčastnil se juniorské fotbalového Mistrovství Evropy 2004.